# Wollongong Showground
O Wollongong Showground é um estádio localizado em Wollongong, Nova Gales do Sul, Austrália, possui capacidade total para 23.000 pessoas, é a casa do time de rugby league Illawarra Steelers, foi inaugurado em 1911.